# Margerita Trombini-Kazuro

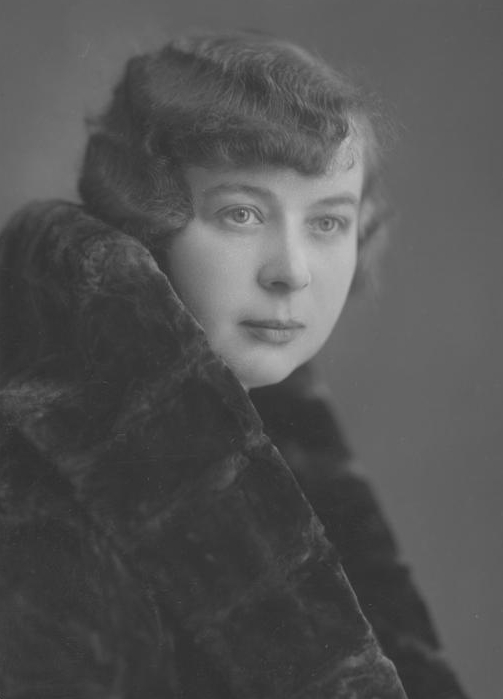
Margerita Trombini-Kazuro

Margerita Trombini-Kazuro (* 19. November 1891 in Warschau; † 1. Januar 1979 ebenda) war eine polnische Pianistin, Cembalistin und Musikpädagogin.
Trombini-Kazuro studierte in Warschau bei Rudolf Strobl, Henryk Melcer und Egon Petri, in Rom bei Giovanni Sgambati, in Paris bei Wanda Landowska und bei Wilhelm Kempff. Sie debütierte als Pianistin 1911 in Rom und unternahm erfolgreiche Konzertreisen durch Italien, Frankreich, Deutschland, Finnland, Norwegen und Ungarn.
Ab 1919 unterrichtete sie am Konservatorium Warschau, ab 1946 an der Höheren Staatlichen Musikschule (heute Fryderyk-Chopin-Universität für Musik); 1957–1964 leitete sie dort die Zweite Klavierabteilung. Zu ihren Schülern zählten u. a. Andrzej Wąsowski, Barbara Hesse-Bukowska, Miłosz Magin, Kazimierz Gierżod, Andrzej Ratusiński, Tomasz Kiesewetter und Szábolcs Esztényi. Als Jurorin beteiligte sie sich an verschiedenen Klavierwettbewerben, insbesondere dem Internationalen Chopin-Wettbewerb.
Margerita Trombini-Kazuro war mit dem Komponisten Stanisław Kazuro verheiratet.